# 陈村水道
陈村水道，位于中华人民共和国广东省广州市番禺区与佛山市南海区、顺德区之间，北起佛山市南海桂城街道东区社区东北角三山口，接三枝香水道，蜿蜒向南，作为广州与佛山的界河，至顺德区北滘镇东南濠滘口与顺德水道相接。全长26千米，河道平均宽度185米。陈村水道是珠江三角洲航运网的咽喉之道，整治后达到内河Ⅲ级航道标准。